# Riienjärvi och Lutjanjärvi
Riienjärvi och Lutjanjärvi är en sjö i Finland. Den ligger i kommunen Kuhmo i landskapet Kajanaland, i den centrala delen av landet, 500 km nordost om huvudstaden Helsingfors. Riienjärvi och Lutjanjärvi ligger 170,6 meter över havet. I omgivningarna runt Riienjärvi och Lutjanjärvi växer i huvudsak barrskog. Den är 8,8 meter djup. Arean är 1,76 kvadratkilometer och strandlinjen är 14,43 kilometer lång. Sjön  ingår i Uleälvens huvudavrinningsområde. 